# Cinkciarz
Ten artykuł należy dopracować:

przedstawiono sytuację tylko z polskiej perspektywy – artykuł powinien być przekrojowy.
Pomóż go poprawić. Na stronie dyskusji mogą znajdywać się pomocne komentarze.
Cinkciarz (przez zniekształcenie angielskiego change cash wymawianego przez cinkciarzy „cincz kasz” lub „cieńć kasz”) – potoczne określenie osoby, która w okresie istnienia Polskiej Rzeczypospolitej Ludowej prowadziła nielegalny obrót walutami, to znaczy skupowała i sprzedawała dolary amerykańskie, a także inne waluty wymienialne i bony dolarowe PeKaO. Słowo pojawiło się pod koniec lat 50. XX wieku, początkowo także w formie cinksiarz lub cynkciarz, wcześniej osoby takie bywały określane jako czarnogiełdziarz, waluciarz lub konik.

## Opis
Zjawisko nielegalnego handlu walutami pojawiło się w Polsce podczas okupacji niemieckiej w czasie II wojny światowej. Po wojnie nielegalny handel walutami istniał nadal, z uwagi na dewizowy monopol państwa i dużą rozbieżność między oficjalnym, arbitralnie ustalanym kursem walut w gospodarce centralnie planowanej, a wyższym kursem czarnorynkowym. W początkowym okresie chaosu gospodarczego po wojnie nawet państwo skupowało waluty na czarnym rynku, jednak od 1947 roku handel nimi zaczął być surowo ścigany, jako element tak zwanej bitwy o handel. Jesienią 1950 roku posiadanie walut i kruszców zostało zakazane, a za handel mogła grozić kara śmierci. Liberalizacja ścigania nastąpiła po upadku stalinizmu w 1956 roku.
Najwięcej cinkciarzy można było spotkać przy sklepach sieci Pewex i Baltona, gdzie towar kupić można było wyłącznie za waluty obce lub bony, a także przy hotelach, bankach, na lotniskach i giełdach samochodowych. Cinkciarzami byli głównie mężczyźni.
Cudzoziemcy również wymieniali swoją walutę na złotówki u cinkciarzy, którzy oferowali wyższy kurs wymiany niż państwowe banki. Po 1956 roku cinkciarze stali się nielegalnym, ale tolerowanym przez władze ogniwem łańcucha legalnych poza tym procesów gospodarczych na małą i średnią skalę. Dostarczali społeczeństwu dewiz, które wydawane były następnie w znacznej części w państwowych sklepach walutowych („Pewex” i „Baltona”). Tym samym, byli źródłem walut zachodnich potrzebnych na przykład na zakup zagranicznych komponentów do składanych i sprzedawanych w Polsce za złotówki urządzeń. Wymiana pieniędzy u cinkciarzy była jednak – jak zawsze w obrocie czarnorynkowym – dokonywana z ryzykiem, dochodziło bowiem przy tym czasami do oszustw: zamiany pieniędzy na końcu transakcji, prób użycia banknotów fałszywych lub wycofanych z obiegu banknotów polskich z lat 40., a nawet banknotów przedwojennych.
Cinkciarze współpracowali z MO, SB i wywiadem, na co istnieją dowody. Milicja rzadko zajmowała się cinkciarzami (mimo że stali w znanych wszystkim miejscach), a w zamian za to służby miały informacje, czym zajmują się polscy obywatele i goście z zagranicy.
Cinkciarze zniknęli w 1989 roku wkrótce po wprowadzeniu w życie nowego prawa dewizowego 15 marca tamtego roku, legalizującego prywatny obrót walutami obcymi w kantorach walutowych. Niektórzy z cinkciarzy, którzy o planowanych zmianach przepisów wiedzieli zawczasu i dysponowali większą gotówką, byli w stanie dzień po wejściu w życie nowych przepisów otworzyć kantory albo sieci kantorów wymiany walut. W ten sposób nagle stali się legalnymi przedsiębiorcami, a dla niektórych z nich operacja ta była okazją do błyskawicznego uzyskania wielkiej fortuny, która w XXI wieku procentuje w legalnych inwestycjach.

## Film
Życie cinkciarzy przedstawia polska komedia sensacyjna Sztos (1997), w reżyserii Olafa Lubaszenki.